# Der Mythos des Sisyphos

Der Mythos von Sisyphos. Alte Übersetzung, Ausgabe von 1995

Der Mythos des Sisyphos (französischer Originaltitel: Le Mythe de Sisyphe) ist ein philosophischer Essay von Albert Camus aus dem Jahr 1942, erschienen bei Gallimard in Paris. Die erste deutsche Übersetzung aus dem Jahr 1950 trägt den Titel Der Mythos von Sisyphos. Ein Versuch über das Absurde. Camus greift darin den griechischen Mythos von Sisyphos auf.

## Einordnung in das Werk Camus’
Der Mythos des Sisyphos ist neben Der Mensch in der Revolte (L’homme révolté) das wichtigste philosophische Werk Camus’. In Der Mythos des Sisyphos entwickelt Camus seine Philosophie des Absurden, die eng mit dem Existentialismus verwandt ist.
Der Essay ist im Zusammenhang mit dem Bühnenstück Caligula (Uraufführung 1945) und dem Roman Der Fremde (L’Étranger, 1942) zu sehen. Die Thematik des Absurden, welche Camus in diesem Werk entwickelt, findet sich jedoch nicht nur in diesen Werken, sondern durchzieht Camus’ Œuvre, so sind zum Beispiel diese Motive auch in Die Pest (La Peste, 1947) vorhanden.
1948 erschien das Werk erstmals mit der im Erstdruck nicht enthaltenen Kafka-Studie, 1965 erschien die letzte noch von Camus durchgesehene Fassung.

## Inhalt

### Dem Absurden kann man sich nicht entziehen
Für Camus befindet sich der Mensch in einer absurden Situation. Das Absurde besteht in dem Spannungsverhältnis zwischen der Sinnwidrigkeit der Welt einerseits und der Sehnsucht des Menschen nach einem Sinn bzw. sinnvollem Handeln. Welche Konsequenzen sind aus dieser Situation „ohne Hoffnung“ zu ziehen?
Camus zeigt die Widersprüchlichkeit des durch die Absurdität begründeten Suizides auf.
Danach setzt er sich mit Denkern auseinander, welche die Absurdität der menschlichen Situation erkannt haben, insbesondere die Existenzphilosophen Kierkegaard, Heidegger, Jaspers, aber auch der Phänomenologe Husserl, sowie andere Philosophen und Literaten wie Schestow, Dostojewskij, Kafka und Nietzsche. Allerdings hätten diese Denker, bei den Dichtern ihre Protagonisten, nach der Analyse der Situation, eventuell mit der Ausnahme Nietzsches, die falschen Konsequenzen gezogen, indem sie der Absurdität – unter Aufopferung des klaren Verstandes – durch einen irrationalen „Sprung“ (saut) entfliehen wollten. Dieser Sprung besteht je nach Denker in der Zuflucht zu metaphysischen, ästhetischen, religiösen oder rationalistischen Rettungsangeboten. Camus hierzu:

„Wenn es das Absurde gibt, dann nur im Universum des Menschen. Sobald dieser Begriff sich in ein Sprungbrett zur Ewigkeit verwandelt, ist er nicht mehr mit der menschlichen Hellsichtigkeit verbunden. Dann ist das Absurde nicht mehr die Evidenz, die der Mensch feststellt, ohne in sie einzuwilligen. Der Kampf ist dann vermieden. Der Mensch integriert das Absurde und läßt damit sein eigentliches Wesen verschwinden, das Gegensatz, Zerrissenheit und Entzweiung ist. Dieser Sprung ist ein Ausweichen.“

### Ständige Revolte und Annehmen der Absurdität als Lösung
Es gibt drei aufeinander folgende Stufen des Umgangs mit der Absurdität:
1. ihre Erkenntnis
2. ihre Annahme
3. die aufbegehrende Revolte

In der Revolte gegen das Absurde, als Reaktion auf das Annehmen der Absurdität, kann sich der „absurde Mensch“ selbst verwirklichen und zur Freiheit finden. Dem eigentlichen Grund der Absurdität, dem Tod, kann allerdings auch Camus nicht entfliehen:
“Ce qui reste, c’est un destin dont seule l’issue est fatale. En dehors de cette unique fatalité de la mort, tout, joie ou bonheur, est liberté. Un monde demeure dont l’homme est le seul maître.”
(„Was bleibt, ist ein Schicksal, bei dem allein der Ausgang fatal ist. Außer dieser einzigen Unabwendbarkeit des Todes ist alles, sei es Freude oder Glück, Freiheit. Es bleibt eine Welt, deren alleiniger Herr der Mensch ist.“ Aus: Le Mythe de Sisyphe; eigene Übersetzung)
Darin gleicht der Mensch nach Camus’ Interpretation der mythologischen Figur des Sisyphos, dessen Tun gerade in seiner äußersten und beharrlichen Sinnlosigkeit als Selbstverwirklichung erscheint:

„Darin besteht die verborgene Freude des Sisyphos. Sein Schicksal gehört ihm. Sein Fels ist seine Sache. [...] Der absurde Mensch sagt ja, und seine Anstrengung hört nicht mehr auf. Wenn es ein persönliches Geschick gibt, dann gibt es kein übergeordnetes Schicksal oder zumindest nur eines, das er unheilvoll und verachtenswert findet. Darüber hinaus weiß er sich als Herr [recte: den Herrn] seiner Tage. In diesem besonderen Augenblick, in dem der Mensch sich seinem Leben zuwendet, betrachtet Sisyphos, der zu seinem Stein zurückkehrt, die Reihe unzusammenhängender Handlungen, die sein Schicksal werden, als von ihm geschaffen, vereint unter dem Blick seiner Erinnerung und bald besiegelt durch den Tod. Derart überzeugt vom ganz und gar menschlichen Ursprung alles Menschlichen, ein Blinder, der sehen möchte und weiß, daß die Nacht kein Ende hat, ist er immer unterwegs. Noch rollt der Stein. […] Dieses Universum, das nun keinen Herrn mehr kennt, kommt ihm weder unfruchtbar noch wertlos vor. Jeder [recte: jedes] Gran dieses Steins, jedes mineralische Aufblitzen in diesem in Nacht gehüllten Berg ist eine Welt für sich. Der Kampf gegen Gipfel vermag ein Menschenherz auszufüllen. Wir müssen uns Sisyphos als einen glücklichen Menschen vorstellen.“

## Übersetzungen
Eine erste deutsche Übersetzung erschien 1950 unter dem Titel Der Mythos von Sisyphos. Ein Versuch über das Absurde im Karl Rauch Verlag. Übersetzer waren Hans Georg Brenner und Wolfdietrich Rasch. Ein Nachwort in Form eines kommentierenden Essays schrieb Liselotte Richter für die Rowohlt-Ausgabe von 1959. Im Jahr 2000 erschien eine neue Übersetzung von Vincent von Wroblewsky unter dem aktuellen Titel Der Mythos des Sisyphos im Rowohlt Verlag.